# Viktors Arājs
Viktors Bernhard Arājs (Baldone, 13 gennaio 1910 – Kassel, 13 gennaio 1988) è stato un poliziotto lettone, collaborazionista tedesco e ufficiale delle SS, prese parte all'Olocausto durante l'occupazione tedesca della Lettonia e della Bielorussia come leader del Commando Arājs. Questo Commando uccise circa la metà degli ebrei lettoni.

## Biografia
Nacque il 13 gennaio 1910 nella città di Baldone, allora parte dell'Impero russo, suo padre fu un fabbro e sua madre discese da una ricca famiglia tedesca. Frequentò il Jelgava Gymnasium, che lasciò nel 1930 per il servizio di difesa nazionale obbligatorio nell'esercito lettone. 
Nel 1932, studiò legge all'Università della Lettonia di Riga, ma si laureò solo nel 1941 in seguito all'occupazione sovietica. Fu membro della confraternita studentesca Lettonia, che potrebbe averlo aiutato a trovare lavoro nella polizia lettone dopo aver lasciato l'università. Arājs rimase nella polizia fino a quando lasciò il servizio nel 1938. Durante il regime di Ulmanis, Arājs fu un "ufficiale di polizia provinciale di basso rango" che, come amministratore fedele, diligentemente "si allontanò ufficialmente dai Perkonkrusts", il partito ultra-nazionalista in Lettonia.

### Attività durante la seconda guerra mondiale
La guerra tra la Germania e l'Unione Sovietica iniziò il 22 giugno 1941. Poco dopo, l'Armata Rossa abbandonò Riga all'avanzata della Wehrmacht. I futuri comandanti di Arājs, Franz Stahlecker e Robert Stieglitz, portarono con loro un traduttore lettone, Hans Dressler, che Arājs conobbe al liceo e nell'esercito lettone. Grazie a questa amicizia, Arājs fu presentato a Stahlecker, guadagnandone la fiducia. Arājs reclutò il nucleo delle sue truppe dalla sua confraternita studentesca e dai Perkonkrusts.
Il 2 luglio, durante una conferenza, Arājs apprese da Stahlecker che la sua unità avrebbe scatenato un pogrom apparentemente spontaneo. Il 4 luglio 1941, la leadership tedesca sciolse il gruppo generalmente indicato come Commando Arājs o Sonderkommando Arājs. Lo stesso giorno, i tedeschi pubblicarono un annuncio di reclutamento sul giornale lettone controllato dall'occupazione Tēvija:"A tutti i lettoni patriottici, membri del Perkonkrusts, studenti, ufficiali, miliziani e cittadini, che sono pronti a partecipare attivamente alla pulizia del nostro paese da elementi indesiderati" può iscriversi all'ufficio del gruppo di sicurezza.
Il 4 luglio Arājs e i suoi scherani intrappolarono circa 20 ebrei, che non furono in grado di fuggire prima dell'avanzata dei tedeschi, nella sinagoga di Riga. Lì furono bruciati vivi mentre le bombe a mano venivano lanciate attraverso le finestre. Il Commando Arājs contò dai 500 ai 1500 volontari. L'unità uccise circa 26 000 persone, prima in Lettonia e poi in Bielorussia. Arājs fu promosso maggiore di polizia nel 1942 e nel 1943 al grado di SS-Sturmbannführer. Herberts Cukurs, ex pilota lettone, fu l'aiutante di Arājs.
Il Commando Arājs fu tristemente noto per i maltrattamenti riservati alle donne. Viktors Arājs violentò una donna ebrea, Zelma Shepshelovitz, durante la guerra. La testimonianza della donna ebbe un ruolo cruciale nei processi ai criminali di guerra.

## Nel dopoguerra
Fino al 1949 Arājs fu internato in un campo di prigionia britannico in Germania. Dopodiché si dice in alcune fonti che abbia lavorato come autista per gli inglesi nel governo militare britannico a Delmenhorst, poi nella zona di occupazione britannica, ma Richards Plavnieks, che ha ampiamente studiato la vita di Arājs, crede che ciò sia falso. Con l'assistenza del governo lettone in esilio a Londra, Arājs assunse il nome falso di Victor Zeibots. Lavorò anche a Francoforte come assistente presso una tipografia.
Il 21 dicembre 1979, Arājs fu dichiarato colpevole dalla Corte di Stato di Amburgo per aver condotto l'8 dicembre 1941 alla morte gli ebrei del ghetto di Riga tramite fucilazioni di massa nella foresta di Rumbula: per aver partecipato all'omicidio di 13 000 persone, fu condannato all'ergastolo. Nel 1988, il giorno stesso di compiere 78 anni, Arājs morì in isolamento in una prigione di Kassel.